# Iais californica
Iais californica är en kräftdjursart som först beskrevs av Richardson1904.  Iais californica ingår i släktet Iais och familjen Janiridae.
Artens utbredningsområde är havet kring Nya Zeeland. Inga underarter finns listade i Catalogue of Life.